# 小枝淳子
小枝 淳子（こえだ じゅんこ、1976年2月13日 - ）は、日本の経済学者。元早稲田大学政治経済学術院教授。日本銀行政策委員会審議委員。

## 人物
1999年東京大学経済学部卒業、2005年カリフォルニア大学ロサンゼルス校（経済学博士）取得。同年国際通貨基金。
2009年東京大学大学院経済学研究科特任講師、2014年早稲田大学政治経済学術院准教授、2019年財務総合政策研究所総務研究部総括主任研究官、2021年早稲田大学政治経済学術院准教授、2022年同教授、2025年3月日本銀行政策委員会審議委員。

## その他
小枝が日本銀行審議委員に就任した事により、女性の審議委員は中川順子と2人になり、現在の日本銀行法が施行された1998年以来、初めて女性の審議委員が複数になった。